# Trichopoda lanipes
Trichopoda lanipes là một loài ruồi trong họ Tachinidae.